# Halosphaeriaceae
Halosphaeriaceae es una familia de hongos en el orden Microascales, de la clase Sordariomycetes.

## Géneros
Aniptodera —
Anisostagma —
Antennospora —
Appendichordella —
Arenariomyces —
Ascosacculus —
Ascosalsum —
Bathyascus —
Bovicornua —
Buxetroldia —
Carbosphaerella —
Ceriosporopsis —
Chadefaudia —
Corallicola —
Corollospora —
Cucullosporella —
Falcatispora —
Fluviatispora —
Haligena —
Halosarpheia —
Halosphaeria —
Halosphaeriopsis —
Iwilsoniella —
Lanspora —
Lautisporiopsis —
Lignincola —
Limacospora —
Littispora —
Luttrellia —
Magnisphaera —
Marinospora —
Matsusphaeria —
Moana —
Morakotiella —
Nais —
Natantispora —
Naufragella —
Nautosphaeria —
Neptunella —
Nereiospora —
Nimbospora —
Nohea —
Ocostaspora —
Okeanomyces —
Ondiniella —
Ophiodeira —
Panorbis —
Phaeonectriella —
Pseudolignincola —
Remispora —
Saagaromyces —
Sablicola —
Thalassogena —
Thalespora —
Tirispora —
Trailia —
Trichomaris —
Tunicatispora